# Daniel Casper von Lohenstein
Daniel Casper von Lohenstein (født 25. januar 1635 i Nimptsch i Schlesien, død 28. april 1683 i Breslau) var en tysk digter af den anden schlesiske skole. 